# PETO
PETO (lat.: „ich fordere“) (früher PETO – Die junge Alternative) ist eine Jugendpartei in Deutschland. Sie wurde 1999 gegründet und agiert ausschließlich in Monheim am Rhein im Kreis Mettmann in Nordrhein-Westfalen, wo sie 2014 und 2020 die absolute Mehrheit bei der Stadtratswahl erzielte. Sie ist als Klein- und Regionalpartei zu klassifizieren.

## Entwicklung
Bei den Kommunalwahlen in Nordrhein-Westfalen 1999 erreichte PETO auf Anhieb 6,1 Prozent aller Stimmen in Monheim am Rhein und zog mit zwei Mitgliedern in den Stadtrat ein. Die Partei trat auch zur Landtagswahl 2000 an und erhielt landesweit 0,01 Prozent der Stimmen. Im Mai 2000 hatte PETO 110 Mitglieder.
Bei den Kommunalwahlen 2004 steigerte sich das Ergebnis auf 16,6 % aller Stimmen in Monheim, wodurch PETO mit sieben Ratsmitgliedern die drittstärkste Fraktion nach CDU und SPD im Monheimer Stadtrat bildete.
Bei den Kommunalwahlen 2009 zog PETO mit 29,56 % der in Monheim abgegebenen Stimmen mit der CDU-Fraktion (30,17 %) fast gleich und wurde zweitstärkste Partei. Sie erlangte wie die CDU 12 von 40 Sitzen. Zugleich wurde am 30. August 2009 Daniel Zimmermann mit 30,35 % zu Monheims bis dato jüngstem Bürgermeister gewählt.
Bereits in der Amtszeit von Thomas Dünchheim (CDU) gab es Überlegungen, die Gewerbesteuer in Monheim zu senken. Die tatsächliche Möglichkeit dazu ergab sich jedoch erst 2012, nachdem eine hohe Gewerbesteuernachzahlung im Jahr 2011 der Stadt erhebliche Mehreinnahmen eingebracht hatte. Dadurch befand sich Monheim nicht mehr im Nothaushalt und konnte eigenständig die Hebesätze festlegen. Der Beschluss zur Senkung des Gewerbesteuerhebesatzes wurde 2012 gefasst. Zu diesem Zeitpunkt war Daniel Zimmermann (PETO) Bürgermeister, verfügte jedoch über keine eigene Ratsmehrheit. Die Entscheidung wurde fraktionsübergreifend getragen: CDU (12 Sitze), PETO (11), SPD (8), Bündnis 90/Die Grünen (3) und FDP (2) stimmten geschlossen zu, lediglich Die Linke (1 Sitz) votierte dagegen. Zuvor hatte der Nachbarort Langenfeld bereits die Gewerbesteuern gesenkt und somit Unternehmenssitze abgeworben, nun hatte Monheim den geringsten Steuersatz und Unternehmen verlegten ihren Sitz deswegen nach Monheim. Unter anderem hat der Chemiekonzern BASF mehrere Bürogebäude in Monheim, wodurch sich die Einnahmen für Monheim erhöhten und die finanzielle Lage verbesserte. Zimmermann und PETO erhielten für diese Politik in den Medien zum Teil viel Lob, wurden zum Teil aber auch wegen der Steueroasen-Taktik kritisiert, die zu Lasten der Orte im Umfeld gehe.
Bei den Kommunalwahlen 2014 erzielte PETO in Monheim 26 von 40 Mandaten und damit die absolute Mehrheit im Stadtrat. Zimmermann wurde zudem als Stadtoberhaupt mit knapp 95 % der Stimmen bestätigt. 2017 wurde Lydia Hannawald zur PETO-Vorsitzenden gewählt.
Bei den Kommunalwahlen 2020 erhielt PETO in Monheim 23 von 40 Mandaten und behielt damit die absolute Mehrheit im Stadtrat. Daniel Zimmermann wurde mit 68,5 Prozent der Stimmen zum zweiten Mal als Monheimer Bürgermeister wiedergewählt. Fraktionsvorsitzende im Stadtrat war von 2005 bis 2021 Lisa Pientak. Von Mitte März 2021 bis Juni 2022 war Ingo Elsner Fraktionsvorsitzender. Nach massiven Vorwürfen über „nicht tolerierbarem“ und „übergriffigem Verhalten“ musste Elsner sein Amt und Mandat im Juni 2022 niederlegen. Zu seiner Nachfolgerin wurde im September 2022 Stefanie Einheuser gewählt. Anfang März 2023 wurde Malte Franke PETO-Vorsitzender.
Mitte Februar 2025 gab es die zweite Demonstration gegen die Politik der PETO, der Größenwahn und Überschuldung der Stadt Monheim vorgeworfen wurde.

## Organisation
Der Vorstand besteht aus zehn Mitgliedern. Er wird alle zwei Jahre vom Parteitag gewählt.
Ratsmitglieder von PETO arbeiten neben ihrer Tätigkeit im Stadtrat zusätzlich in städtischen Ausschüssen mit. Darüber hinaus sind sie in weiteren Gremien vertreten, beispielsweise dem Integrationsrat, Aufsichtsräten oder Beiräten.

## Projekte
Im Juni 2009 wurde eine „AG 30 plus“ gegründet: Alle vier bis sechs Wochen werden hier Gespräche zu verschiedenen politischen Themen geführt. Normalerweise ist mit der Anmeldung für die „PETO-AG 30-plus“ eine reguläre Parteimitgliedschaft in der PETO verbunden, aber auch eine unverbindliche Anmeldung als Gast ist möglich.
Für Aufregung sorgte im Jahr 2016 der Beschluss des Monheimer Stadtrates durch die PETO-Fraktion und gegen die Stimmen aller anderen Fraktionen, zwei Moscheevereinen, darunter die DİTİB, Grundstücke im Wert von etwa 850.000 Euro zum Bau von jeweils einer Moschee kostenlos zu überlassen. Diese Moscheen wünscht sich der PETO-Bürgermeister als stadtbildprägende Gebäude. Im Gegenzug sollen sich die beiden Gemeinden zum Grundgesetz und zur Toleranz verpflichten.

## Programm
Im Programm der Partei stehen unter anderem folgende Ziele:
- Freizeit: Hafen am Rhein einrichten, Wiederbelebung der Monheimer Altstadt
- Kinder und Jugendliche: Kindgerechte Stadt: „Mo.Ki“ (Monheim für Kinder, Präventionsansatz für Jugendhilfeplanung)
- Soziales und Integration: Bessere Integration von Menschen mit Migrationshintergrund
- Sport: Sanierung von Sportstätten
- Umwelt: Ausbau von Solaranlagen auf städtischen Gebäuden und Förderung regenerativer Energien und Energiesparmaßnahmen
- Wohnen: Baulücken in der Innenstadt schließen, Reaktivierung von Einkaufszentren